# Pristimantis apiculatus
Espèce
Synonymes
- Eleutherodactylus apiculatus Lynch & Burrowes, 1990

Statut de conservation UICN

 EN  : En danger
Pristimantis apiculatus est une espèce d'amphibiens de la famille des Craugastoridae.

## Répartition
Cette espèce est endémique se rencontre entre 1 750 et 2 120 m d'altitude :
- en Colombie sur le versant Ouest de la cordillère Occidentale dans le département de Nariño ;
- en Équateur dans la cordillère Occidentale dans la province de Pichincha.

## Description
Les mâles mesurent de 17,8 à 21,8 mm et les femelles de 21,6 à 26,3 mm.

## Publication originale
- Lynch & Burrowes, 1990 : The frogs of the genus Eleutherodactylus (family Leptodactylidae) at the La Planada Reserve in southwestern Colombia with descriptions of eight new species. Occasional Papers of the Museum of Natural History University of Kansas, vol. 136, p. 1-31 (texte intégral).